# Angiras

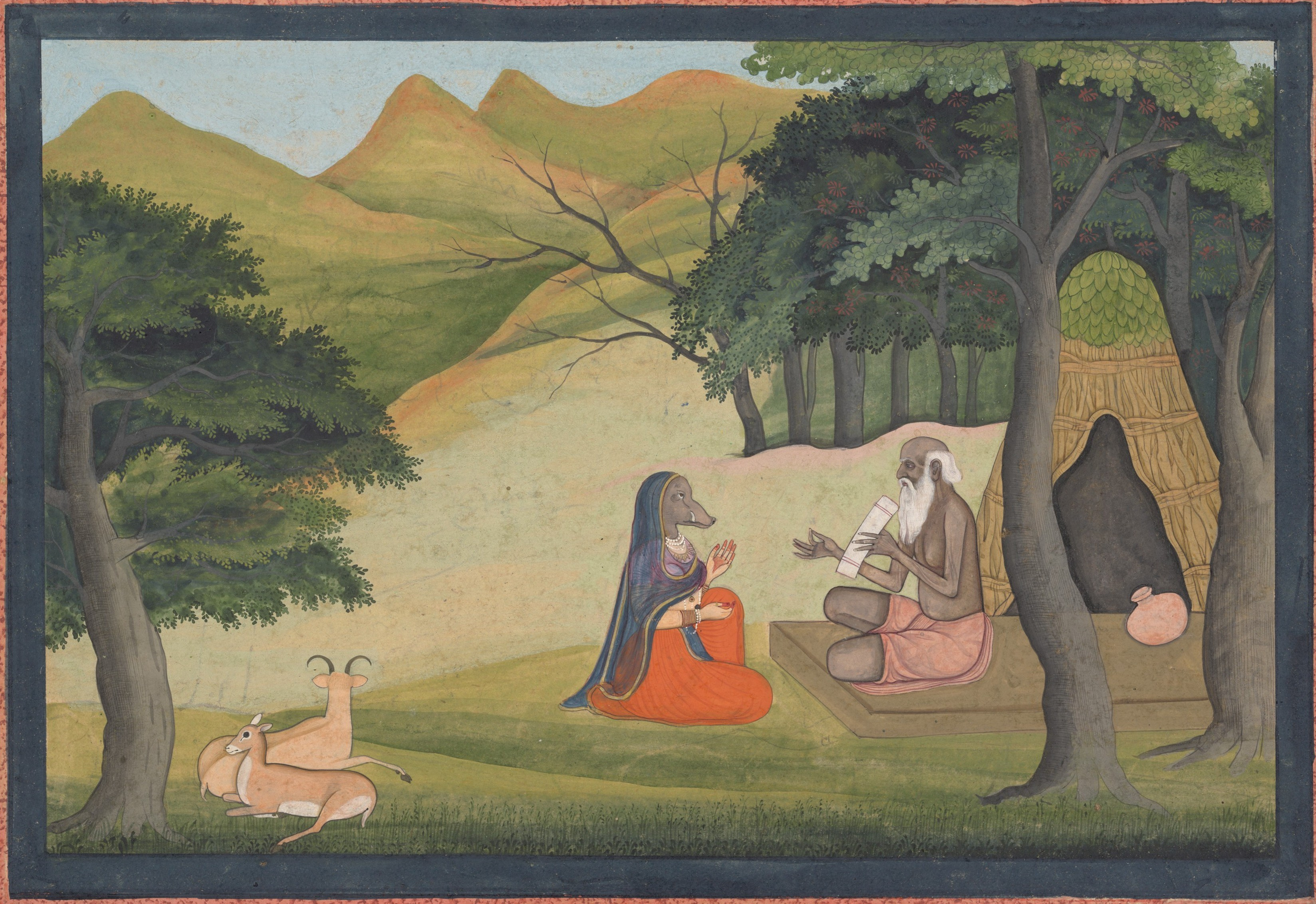
Choladevi unterhält sich mit Angiras

Angiras (Sanskrit अंगिरस् aṅgiras m.) ist einer der sieben Weisen (saptarishi) im Hinduismus und gilt nach einigen Quellen als deren Haupt. Ihm sind mehrere Hymnen des Rigveda gewidmet.

## Mythos
Im Mythos gilt Angiras als geistgeborener Sohn von Brahma. Seine Frauen sind Smriti (»Erinnerung«), Shraddha (»Glaube«), Svadha (»Opfer«) und Sati (»Wahrheit«), seine Söhne sind Samvarta, Utathya und Brihaspati, mit dem er manchmal gleichgesetzt wird. Er ist zudem der Stammvater der Angirasas.

## Angirasas
Das halbgöttliche Priestergeschlecht der Angirasas stammt von Angiras ab. Diese werden mit Himmelserscheinungen und speziellen Feuern in Verbindung gebracht. Sie sind Beschützer von Opferhandlungen.